# Cahal Brendan Daly
Cahal Brendan Daly (Loughguile, 1 de outubro de 1917 — Belfast, 31 de dezembro de 2009) foi um cardeal arcebispo católico irlandês.

## morte
Daly faleceu em 31 de dezembro de 2009, aos 92 anos de idade; na Belfast.